# Gora Otdalënnaja
Gora Otdalënnaja är ett berg i Antarktis. Det ligger i Östantarktis. Australien gör anspråk på området. Toppen på Gora Otdalënnaja är 742 meter över havet.
Terrängen runt Gora Otdalënnaja är kuperad åt sydost, men åt nordväst är den platt.  Trakten är obefolkad. Det finns inga samhällen i närheten.